# Test F1 2014
Questa voce raccoglie un approfondimento sui test effettuati nell'ambito del campionato 2014 di Formula 1.

## Calendario
Sono tre le sedute di test precampionato previste. La prima si terrà tra il 28 e il 31 gennaio sul circuito di Jerez de la Frontera, mentre la seconda e la terza abbandonano Barcellona e si terranno sul circuito di Manama in due sessioni, tra il 19 e 22 febbraio e tra il 27 febbraio e il 2 marzo. Il circuito del Bahrain ha già ospitato una sessione dedicata solo allo sviluppo delle gomme, tra il 17 e il 19 dicembre 2013. La richiesta di spostare i test dall'Europa al Medio Oriente è giunta dalle stesse scuderie che preferiscono un clima più mite; inizialmente era stato prospettato l'utilizzo del Dubai Autodrome.
Nel 2013 è stata approvata la modifica al regolamento per consentire l'effettuazione di test nel corso della stagione. È stato deciso di effettuare quattro sessioni da due giorni ciascuna, previste il martedì e il mercoledì seguenti a Gran Premi corsi in Europa.

### Jerez de la Frontera (gennaio 2014)
- Jerez, Circuito di Jerez de la Frontera, 28-31 gennaio 2014.

### Sakhir (febbraio 2014)
- Sakhir, Bahrain International Circuit, 19-22 febbraio 2014.

### Sakhir (febbraio-marzo 2014)
- Sakhir, Bahrain International Circuit, 27 febbraio-2 marzo 2014.

### Sakhir (aprile 2014)
- Sakhir, Bahrain International Circuit, 8-9 aprile 2014.

### Barcellona (maggio 2014)
- Barcellona, Circuito di Catalogna, 13-14 maggio 2014.

### Silverstone (luglio 2014)
- Silverstone, Circuito di Silverstone, 8-9 luglio 2014.

### Yas Marina (novembre 2014)
- Isola Yas, Circuito di Yas Marina, 25-26 novembre 2014.

## Test di Jerez

### Resoconto

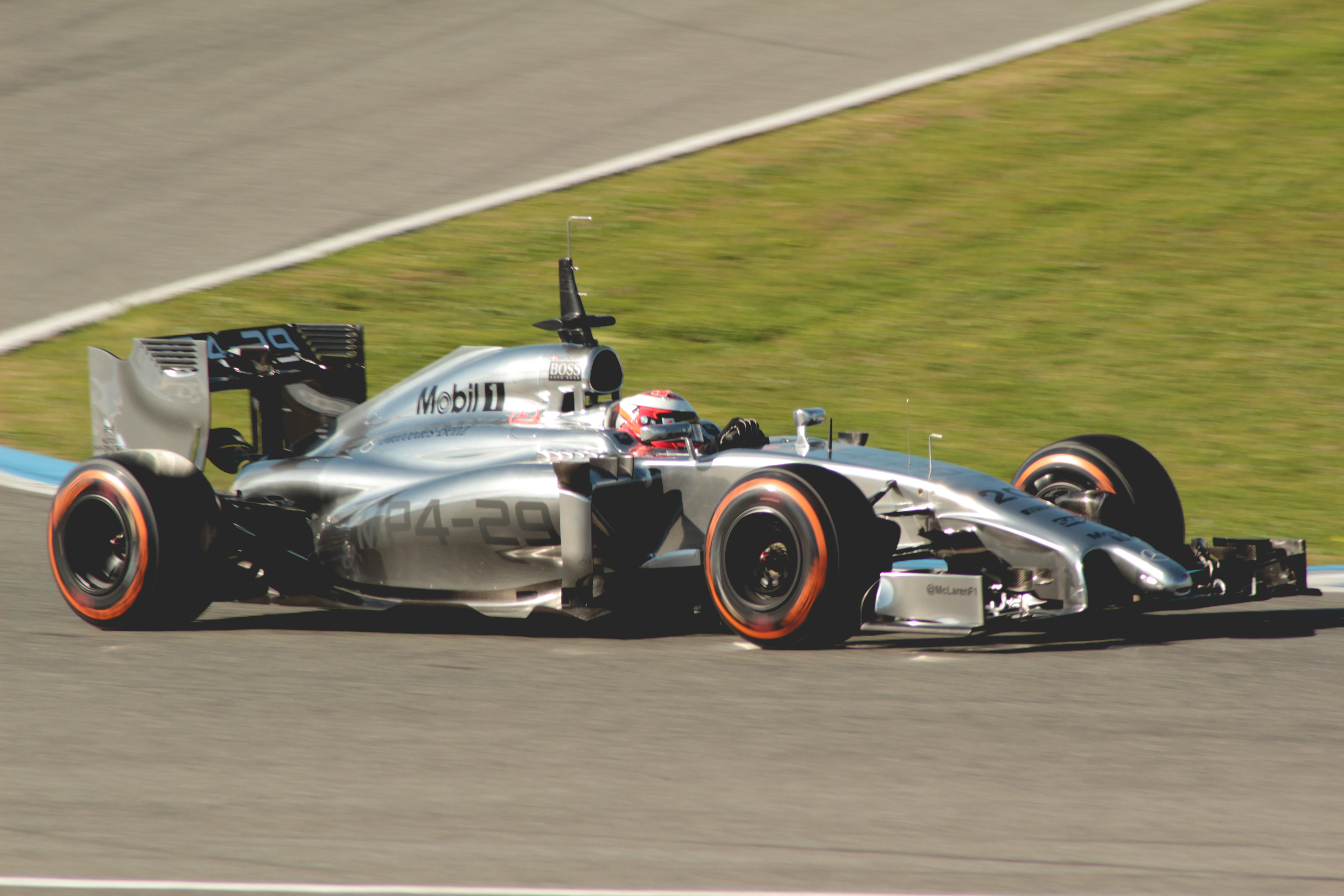
Kevin Magnussen, debuttante in F1, è il più veloce nella quattro giorni di test che si svolgono a Jerez alla fine di gennaio.

Alla prima sessione di prove partecipano tutte le scuderie, con le nuove vetture, ad eccezione della Lotus che preferisce non testare la E22 e perciò non prende parte alla sessione. Anche la Marussia inizialmente non sicura della partecipazione, prende parte alle prove, anche se con due giorni di ritardo, per delle problematiche nella fase di assemblaggio della nuova vettura.
I test spagnoli sono anche l'occasione, per diverse scuderie, per presentare ufficialmente le monoposto con cui affronteranno la stagione. Il 27 gennaio è il caso della Scuderia Toro Rosso STR9, la prima vettura della scuderia faentina a motore Renault, mentre il giorno seguente è il turno della Mercedes F1 W05, della Red Bull RB10, della Force India VJM07 (già in parte svelata), della Williams FW36, e della Caterham CT05.
Nella prima giornata il più rapido è Kimi Räikkönen su Ferrari che chiude in 1'27"104, con 31 giri effettuati. Molte vetture però hanno scontato dei problemi di affidabilità, tanto che la Red Bull ha potuto affrontare la pista con Sebastian Vettel solo negli ultimi minuti della sessione ,prima che un principio d'incendio ne bloccasse nuovamente le prove. La McLaren, addirittura, non ha effettuato nemmeno un giro, così coma la Caterham ne ha potuto compiere solo uno. La giornata è stata anche caratterizzata da un'uscita di pista alla prima curva per Lewis Hamilton, con la vettura danneggiata.
Nella seconda giornata la pista è bagnata, non solo per la pioggia caduta nella nottata, ma anche per la richiesta dei tecnici della Pirelli di poter inondare la pista d'acqua al fine di testare gli pneumatici da bagnato. La giornata vede l'esordio per la McLaren, che coglie con Jenson Button il miglior crono, in 1'24"165. Le vetture risultano circa sei secondi più lente di quelle della stagione precedente, anche se con un continuo miglioramento. Il pilota che effettua più giri è Nico Rosberg, della Mercedes, che ne colleziona 95. Riscontrano più difficoltà le vetture motorizzate Renault: la Red Bull con Vettel completa 8 giri, prima di essere fermata nuovamente da un principio d'incendio; la Caterham ha effettuato 11 passaggi, prima di restare ferma; la Toro Rosso non ha messo in pista la vettura.
Il 30 gennaio debutta in pista la Marussia MR03, la prima motorizzata dalla Ferrari. Anche in questa giornata il miglior riscontro cronometrico è fatto segnare dalla McLaren, in questa occasione con Kevin Magnussen. La scuderia inglese, che al mattino aveva utilizzato Button, compie in totale una novantina di giri, così come la Mercedes con Hamilton alla guida che ne effettua 62. Il secondo tempo di giornata è però ottenuto da Felipe Massa, al debutto con la Williams. La Toro Rosso è riuscita a compiere 30 giri, mentre ancora difficoltà tecniche sono state riscontrate dalla Red Bull e dalla Caterham. Adrian Sutil è stato autore di un'uscita di pista con la Sauber.
Le difficoltà tecniche della scuderia austriaca si ripresentano anche il 31 gennaio, giorno in cui riesce ad effettuare solo 7 giri, con Daniel Ricciardo al volante, tanto che il team decide di interrompere i test. La giornata era iniziata con pista bagnata per la pioggia, che però si è andata poi asciugando. Il più veloce è risultato Felipe Massa, che ha preceduto gli spagnoli Fernando Alonso e Daniel Juncadella, quest'ultimo pilota collaudatore impiegato dalla Force India. Anche in questa giornata si è alzato il numero di passaggi effettuato dalle monoposto. Massa ha compiuto 86 giri, Alonso 115, Magnussen 110 e Juncadella 81.

### Tabella riassuntiva
| Data       | Pilota più rapido | Team              | Tempo    | Giri |
| ---------- | ----------------- | ----------------- | -------- | ---- |
| 28 gennaio | Kimi Räikkönen    | Ferrari           | 1'27"104 | 31   |
| 29 gennaio | Jenson Button     | McLaren-Mercedes  | 1'24"165 | 43   |
| 30 gennaio | Kevin Magnussen   | McLaren-Mercedes  | 1'23"276 | 52   |
| 31 gennaio | Felipe Massa      | Williams-Mercedes | 1'28"229 | 88   |

## Primo test di Sakhir

### Resoconto
Nella prima sessione svolta sul Circuito di Manama vi è la partecipazione anche della Lotus. Il primo giorno il pilota che ottiene il tempo migliore è Nico Hülkenberg, in 1'36"880, tempo inferiore al giro più veloce ottenuto in gara nel 2013. Il pilota della Force India ha preceduto Fernando Alonso e Lewis Hamilton. Anche in questo caso la performance della Red Bull Racing non è stata positiva, avendo Sebastian Vettel compiuto solo 14 giri, contro i 78 di Hülkenberg e gli 84 di Kevin Magnussen. Non sono riuscite a compiere nessun giro la Williams e la Marussia: la prima ha avuto problemi con il sistema di pescaggio del carburante, mentre la seconda ha evidenziato noie elettroniche.
Nella seconda giornata il tempo migliore è di Kevin Magnussen della McLaren. Il danese è stato l'unico a ottenere un tempo al di sotto del muro del 1'35"; ha preceduto i due migliori piloti della prima giornata, Hülkenberg e Alonso. Il gap del pilota della McLaren è stato di circa un secondo e mezzo sul secondo in graduatoria. Il pilota che ha compiuto più kilometri è stato Valtteri Bottas, che ha assommato 116 giri. Max Chilton, della Marussia, ha compiuto invece 17 giri.
Nel terzo giorno dei test il crono più rapido è ancora ottenuto da una vettura a motore Mercedes. In questa occasione è Lewis Hamilton, della Mercedes AMG F1, che ha chiuso in 1'34"236, precedendo Jenson Button su McLaren (che ha effettuato 103 giri) e Felipe Massa, della Williams. Ha avuto problemi in mattinata Kimi Räikkönen, della Ferrari, ai sensori che hanno provocato un malfunzionamento della telemetria e del cambio. La Red Bull ha deciso di sospendere le attività nel pomeriggio, invece, per conservare la vettura in vista dell'ultima giornata di test del giorno dopo. Marcus Ericsson, pilota della Caterham, ha completato 98 giri, che gli hanno permesso di poter così richiedere ufficialmente la Super Licenza alla FIA in vista della prima gara del mondiale.
Anche nell'ultima giornata il tempo più veloce è fatto da un pilota della Mercedes, Nico Rosberg, che precede in classifica Jenson Button e Kimi Räikkönen. Rosberg ha ottenuto il tempo nel mattino, prima di effettuare una simulazione di gara nel pomeriggio. Räikkönen è stato protagonista di un incidente saltando su un cordolo: la vettura è stata danneggiata. Dopo aver risolto i problemi di telemetria del giorno precedente, la vettura ha riscontrato problemi all'accensione. Non ha fatto segnare giri validi Adrian Sutil che aveva utilizzato una nuova scocca nel pomeriggio dopo i problemi riscontrati al mattino.

### Tabella riassuntiva
| Data        | Pilota più rapido | Team                 | Tempo    | Giri |
| ----------- | ----------------- | -------------------- | -------- | ---- |
| 19 febbraio | Nico Hülkenberg   | Force India-Mercedes | 1'36"880 | 78   |
| 20 febbraio | Kevin Magnussen   | McLaren-Mercedes     | 1'34"910 | 46   |
| 21 febbraio | Lewis Hamilton    | Mercedes             | 1'34"263 | 67   |
| 22 febbraio | Nico Rosberg      | Mercedes             | 1'33"283 | 89   |

## Secondo test di Sakhir

### Resoconto
Anche la terza, e ultima, sessione collettiva di test precampionato ha luogo sul Circuito di Manama. Nella prima giornata, il 27 febbraio, il più veloce è il messicano Sergio Pérez della Force India, che ottiene il miglior tempo al mattino, con 1'35"290, collezionando 105 giri. Alle sue spalle chiudono due piloti finlandesi, Valtteri Bottas della Williams e Kimi Räikkönen della Ferrari. Il primo è stato anche il conduttore che ha effettuato più giri, ben 128, mentre il pilota della casa italiana era stato fermato da problemi tecnici al mattino. Ancora una volta hanno presentato dei problemi le vetture motorizzate dalla Renault: il tempo migliore è quello di Daniel Ricciardo su Red Bull Racing, che ha colto il settimo posto della graduatoria.
Il pilota messicano ha confermato la sua velocità anche nel secondo giorno della sessione, anche se con un tempo leggermente superiore a quello del giorno precedente. Fernando Alonso ha colto il secondo crono, mentre ha dato segni di risveglio la Red Bull con Ricciardo che ha chiuso col terzo tempo. I problemi però sulle vetture a motore Renault sono proseguiti tanto che sia sulla Lotus di Pastor Maldonado che sulla Caterham di Marcus Ericsson si sono verificati dei principi d'incendio. Una riunione del FIA Strategy group ha inoltre respinto la proposta della Renault di far slittare i termini per il congelamento tecnico dei motori.
Nella terza giornata si è issato in testa alla graduatoria dei tempi Felipe Massa su Williams. Il brasiliano ha preceduto Nico Rosberg e Kimi Räikkönen. Nel corso del pomeriggio si era portato in testa il russo della Toro Rosso Daniil Kvjat. Più problematica la giornata per Sebastian Vettel e della Sauber, che non hanno effettuato nessun giro cronometrato.
Nell'ultima giornata di test prevista prima dell'inizio della stagione Lewis Hamilton della Mercedes ha dominato la classifica dei tempi, precedendo Bottas e Alonso. Il tempo dell'inglese è stato di soli venti millesimi più alto di quello ottenuto da Massa il giorno precedente. Un nuovo incendio ha coinvolto la Lotus, nella giornata utilizzata da Romain Grosjean.

### Tabella riassuntiva
| Data        | Pilota più rapido | Team                 | Tempo    | Giri |
| ----------- | ----------------- | -------------------- | -------- | ---- |
| 26 febbraio | Sergio Pérez      | Force India-Mercedes | 1'35"290 | 105  |
| 27 febbraio | Sergio Pérez      | Force India-Mercedes | 1'35"570 | 95   |
| 1º marzo    | Felipe Massa      | Williams-Mercedes    | 1'33"258 | 99   |
| 2 marzo     | Lewis Hamilton    | Mercedes             | 1'33"278 | 70   |

## Terzo test di Sakhir

### Resoconto
Il terzo test sul Circuito di Manama è tenuto l'8 e 9 aprile, il martedì e il mercoledì successivo al Gran Premio, vinto da Lewis Hamilton su Mercedes.
Nella prima giornata di test gli 11 team schierano ciascuno un solo pilota: la Caterham impiega il terzo pilota Robin Frijns (già utilizzato nelle libere del venerdì del Gran Premio), mentre la Sauber fa esordire il russo Sergej Sirotkin. Il giovane russo ha completato i 300 km necessari per ottenere la Superlicenza FIA.
Il tempo migliore è ottenuto da Nico Rosberg della Mercedes, che compie ben 121 giri. Rosberg ha preceduto di tre decimi il connazionale Nico Hülkenberg della Force India.
Nella seconda giornata di prove la Sauber ha utilizzato l'altro collaudatore Giedo van der Garde. Anche in questa giornata la vettura più rapida è stata la Mercedes, con Lewis Hamilton alla guida. Il britannico ha preceduto di oltre un secondo e mezzo Jean-Éric Vergne della Toro Rosso. La Ferrari ha dovuto interrompere le prove dopo soli 12 giri in quanto è stato riscontrato un danneggiamento sul telaio della monoposto, provocato da un salto di Kimi Räikkönen su un cordolo, avvenuto già nel corso delle prove libere del Gran Premio.
Nel corso del test la Pirelli ha anche testato delle soluzioni per gli pneumatici della stagione 2015. La casa ha utilizzato al martedì la Caterham e al mercoledì Mercedes e Williams, provando otto nuove costruzioni e sei nuove mescole.

### Tabella riassuntiva
| Data     | Pilota più rapido | Team     | Tempo    | Giri |
| -------- | ----------------- | -------- | -------- | ---- |
| 8 aprile | Nico Rosberg      | Mercedes | 1'35"697 | 121  |
| 9 aprile | Lewis Hamilton    | Mercedes | 1'34"136 | 118  |

## Test di Barcellona

### Resoconto
Il secondo test durante la stagione si tiene sul Circuito di Barcellona, tra il 13 e il 15 maggio, all'indomani del Gran Premio di Spagna, vinto da Lewis Hamilton su Mercedes.
La prima giornata è caratterizzata dalla pioggia al mattino. In questa fase il più rapido è stato proprio Hamilton, che ha chiuso in 1'44"291, davanti a Felipe Massa su Williams e al collaudatore della Red Bull Sébastien Buemi. Non hanno ottenuto tempi validi Jean-Éric Vergne della STR e Kimi Räikkönen della Ferrari, fermato al primo giro da una rottura del motore. Sulla Lotus E22 ha fatto il suo esordio Charles Pic, che ha testato delle pance asimmetriche.
Con pista asciutta, al pomeriggio, il più veloce è stato, a sorpresa, Max Chilton, su Marussia, che ha potuto utilizzare gomme supersoft; il secondo tempo è per Pic su Lotus e il terzo per Hamilton. Kimi Räikkönen ha potuto girare, risultando anche molto veloce, fino a quando, un'uscita di pista, non lo ha portato a insabbiare la sua monoposto in una via di fuga. Anche Kamui Kobayashi della Caterham è stato protagonista di un'uscita dal tracciato, andando a sbattere contro le barriere. A causa dei danni riportati dalla vettura il team decide di rinunciare alla seconda giornata di test.
Il 14 maggio, nella fase mattutina, il più veloce è Pastor Maldonado, che ha preso il posto di Pic alla Lotus. Il venezuelano precede Kimi Räikkönen e Nico Rosberg. La Mercedes testa sulla propria monoposto una sorta di megafono con l'obiettivo di rendere più amplificato il rumore proveniente dal motore. Sulla Sauber di Esteban Gutiérrez si verifica un principio d'incendio al momento del suo rientro al box. In questa giornata la Williams fa correre Susie Wolff, mentre alla McLaren c'è l'esordio per Stoffel Vandoorne. Alla Force India, invece, viene utilizzato Daniel Juncadella.
Maldonado, che colleziona ben 102 giri di pista, si conferma il più veloce anche al pomeriggio. Al termine della sessione il pilota della Lotus precede Nico Rosberg, che ha sopravanzato Räikkönen. La Wolff chiude quinta, dopo aver compiuto anche un testacoda in mattinata. Solo settimo Sebastian Vettel che impiega la giornata in test aerodinamici.

### Tabella riassuntiva
| Data      | Pilota più rapido | Team             | Tempo    | Giri |
| --------- | ----------------- | ---------------- | -------- | ---- |
| 13 maggio | Max Chilton       | Marussia-Ferrari | 1'26"434 | 60   |
| 14 maggio | Pastor Maldonado  | Lotus-Renault    | 1'24"871 | 102  |

## Test di Silverstone
Il terzo test interstagionale si tiene sul Circuito di Silverstone, all'indomani del Gran Premio di Gran Bretagna, tra l'8 e il 9 luglio. Il primo giorno Pedro de la Rosa viene schierato dalla Scuderia Ferrari, mentre la Caterham fa provare Will Stevens e la McLaren Stoffel Vandoorne; tutte le altre scuderie decidono di utilizzare i piloti titolari.
Il miglior tempo di giornata è di Felipe Massa, che lo ottiene alla mattina, utilizzando gomme medie. Il brasiliano stacca di soli sei millesimi Daniel Ricciardo (che ha girato solo al pomeriggio), e di circa un decimo Nico Rosberg. Il pilota che ha percorso più giri è Jules Bianchi (Marussia) che compie 102 giri ma poi è costretto a fermare la vettura per un principio d'incendio.
Nella seconda giornata la Ferrari ha impiegato lo stesso Bianchi, in luogo di Kimi Räikkönen, ancora contuso dall'incidente patito al via del Gran Premio. Van der Garde è stato ancora impiegato dalla Sauber, mentre la Force India ha utilizzato Daniel Juncadella, la Lotus Charles Pic e la Caterham Julián Leal. Al mattino il team anglomalese avrebbe dovuto utilizzare anche Rio Haryanto, ma problemi tecnici non ne hanno consentito il test.
Proprio il francese della Ferrari ha ottenuto il crono migliore, precedendo Daniil Kvjat della Scuderia Toro Rosso e Kevin Magnussen della McLaren. Sia van der Garde che Lewis Hamilton sono stati protagonisti di uscite di pista, sena però conseguenze fisiche. Pic ha portato all'esordio le gomme da 18 pollici, presentate per la prima volta dalla Pirelli.

### Tabella riassuntiva
| Data     | Pilota più rapido | Team              | Tempo    | Giri |
| -------- | ----------------- | ----------------- | -------- | ---- |
| 8 luglio | Felipe Massa      | Williams-Mercedes | 1'35"242 | 42   |
| 9 luglio | Jules Bianchi     | Ferrari           | 1'35"262 | 89   |

## Test di Abu Dhabi
Gli ultimi test stagionali si effettuano sul Circuito di Yas Marina, tra il 25 e il 26 novembre, nella settimana successiva al Gran Premio di Abu Dhabi. Molte scuderie approfittano dell'occasione per testare piloti non impiegati quali titolati, nel corso dell'annata. La Mercedes affianca a Nico Rosberg Pascal Wehrlein, la Red Bull Racing utilizza Carlos Sainz Jr. assieme a Daniel Ricciardo, la Scuderia Ferrari fa esordire Raffaele Marciello con Kimi Räikkönen, la Williams fa scendere in pista Felipe Nasr con Bottas, la McLaren invece testa il solo Stoffel Vandoorne, la Lotus Charles Pic ed Esteban Ocon, la Force India prova il duo Jolyon Palmer-Spike Goddard, mentre la Scuderia Toro Rosso prova con Max Verstappen e la Sauber con Marcus Ericsson. Per l'occasione la McLaren decide di utilizzare una vettura spinta da un motore della Honda, pronta al ritorno alle corse in F1 per il 2015.
Valtteri Bottas, su Williams, ottiene il miglior tempo nella prima giornata, compiendo 80 tornate, e precedendo il connazionale Kimi Räikkönen su Ferrari. Poco positivo è stato il comportamento della McLaren, che non ha girato al mattino, e ha compiuto solo tre giri nel pomeriggio, non riuscendo a far segnare nessun tempo cronometrato. Al test ha partecipato anche Will Stevens della Caterham, presenza non sicura nei giorni precedenti. Max Verstappen è stato autore di un'uscita dal tracciato, senza conseguenze fisiche per lui.
Nella seconda, e ultima, giornata, il tempo migliore è fatto segnare dal pilota della Mercedes, Pascal Wehrlein, che batte di circa 8 decimi Raffaele Marciello, della Ferrari. Anche in questa giornata il comportamento della McLaren-Honda non è stato positivo: nuovamente ferma al mattino, ha compiuto solo 15 giri nel pomeriggio, ancora non essendo in grado di stabilire un tempo cronometrato. Al terzo posto della graduatoria si è stabilito Max Verstappen. Più dietro invece Daniel Ricciardo, penalizzato al mattino da un principio d'incendio sulla sua monoposto. La Lotus ha fatto provare, oltre al già annunciato Ocon, anche il pilota britannico Alexander Lynn.

### Tabella riassuntiva
| Data        | Pilota più rapido | Team              | Tempo    | Giri |
| ----------- | ----------------- | ----------------- | -------- | ---- |
| 25 novembre | Valtteri Bottas   | Williams-Mercedes | 1'43"396 | 80   |
| 26 novembre | Pascal Wehrlein   | Mercedes          | 1'42"624 | 96   |